# Mortoniodendron uxpanapense
Mortoniodendron uxpanapense är en malvaväxtart som beskrevs av Laurence J. Dorr och T.Wendt. Mortoniodendron uxpanapense ingår i släktet Mortoniodendron och familjen malvaväxter. Inga underarter finns listade i Catalogue of Life.